# King Tee
Roger McBride, (1968, Compton, California) mais conhecido como King Tee (originalmente conhecido como King T) é um rapper americano.

## Carreira
Tee esteve pelo cenário do hip hop em Los Angeles por muitos anos ao lado de Ice-T e Kid Frost e atuou como um pioneiro do gênero. Em 1988 fez sua estreia com "Act a Fool", considerado um clássico por fãs da costa oeste.
Durante seu tempo na Capitol, Tee começou a mentorar um trio de jovens rappers chamado, Tha Alkaholiks, ou "Tha Liks", devido a sua afiliação com o grupo Likwit Crew. The Likwits incluiam Xzibit, que mais tarde viria a encontrar a fama e a trazer T perto do produtor de Compton Dr. Dre. Antes disso, T já tinha trabalhado ao lado de Dre no single de 1990 "We're All in the Same Gang". Tee também influenciou bastante o ícone do rap The Notorious B.I.G. com sua voz profunda, ritmo e estilo de rimar, que Biggie imitaria mais tarde no seu álbum de 1994 Ready to Die. Tee depois fez uma homenagem à Biggie na faixa "6 In'a Moe'nin" do álbum Thy Kingdom Come, usando um vocal semelhante ao de Notorious em "Somebody's Got to Die". Recentemente, Ice-T confirmou numa entrevista que King T era o rapper favorito de B.I.G.
Depois de Tha Triflin' Album, onde Tee trabalhou com Marley Marl ele deixou Capitol e foi para MCA, onde lançou IV Life em 1995. Depois de também deixar MCA, construiu ao lado de Dr. Dre a Aftermath Entertainment e acabou assinando com a gravadora. Porém, King só lançou três músicas para a gravadora, "Str8 Gone" e "Fame" que foram lançadas em Dr. Dre Presents the Aftermath e "Some L.A. Niggaz", que apareceu em 2001, também de Dre. Os dois já tinham começado a trabalhar no projeto de King Tee previsto para lançamento pela Aftermath, mas o álbum foi arquivado várias e várias vezes devido ao perfeccionismo de Dre, que achava que o álbum não era bom o bastante. Eventualmente, King T saiu da gravadora e lançou "The Kingdom Come" independentemente.
Em 2004 lançou The Ruthless Chronicles, que foi escrito pelo seu pupilo Young Maylay, famoso por dublar C.J. Johnson em GTA: San Andreas. O álbum apresenta algumas músicas de "Thy Kingdom Come" e outras novas produzidas por DJ Quik. King também fundou sua própria gravadora, mais ainda não possui artistas assinados.
A filha de King T, Heaven McBride, foi morta num acidente de carro 19 de maio de 2009. Ela tinha dezesseis anos.

## Discografia

### Álbuns
| Album Information |
| --- |
| Act a Fool - Released: November 16, 1988 - Chart Positions: #125 US, #5 Top Hip Hop/R&B - Last RIAA certification: - Singles: "Act a Fool", "Payback's a Mutha", "The Coolest", "Bass" |
| At Your Own Risk - Released: September 24, 1990 - Chart Positions: #175 US, #35 R&B/Hip-Hop - Last RIAA certification: - Singles: "At Your Own Risk", "Diss You", "Ruff Rhyme (Back Again)", "Played Like A Piano"                                                                                |
| Tha Triflin' Album - Released: 1993 - Chart Positions: #95 US, #17 Top Hip Hop/R&B - Last RIAA certification: - Singles: "Got It Bad Y'all" "Bust Dat Ass", "Black Togetha Again" |
| IV Life - Released: March 28, 1995 - Chart Positions: #175 US, #35 R&B/Hip-Hop - Last RIAA certification: - - Singles: "Dippin'", "Way Out There", "Free Style Ghetto" |
| Ruff Rhymes: Greatest Hits Collection - Released: November 3, 1998 - Chart Positions: - Last RIAA certification: - - Singles: |
| The Kingdom Come - Released: June 30, 1998 Unreleased Aftermath Version - Released: 2002 Non-Aftermath Version on Moe Beats Records - Chart Positions: #175 US, #35 R&B/Hip-Hop - Last RIAA certification: - - Singles: "Got It Locked" (from Original "Thy Kingdom Come"), "Monay (ft. Dr. Dre)" |
| The Ruthless Chronicles - Released: November 16, 2004 - Chart Positions: - Last RIAA certification: - - Singles: "Squeeze Ya Balls", "Sucka Free" |
| Tha Krown - Released: July 4, 2010 |

### Singles
- 1986 "Payback's a Mutha"
- 1987 "The Coolest"
- 1988 "Bass"
- 1989 "Act A Fool"
- 1990 "Ruff Rhyme (Back Again)"
- 1990 "At Your Own Risk"
- 1990 "Diss You"
- 1990 "Played Like a Piano" com Ice Cube and Breeze
- 1992 "Got It Bad Y'all"
- 1992 "Bust Dat Ass"
- 1993 "Black Togetha Again"
- 1994 "Dippin'"
- 1995 "Way Out There"
- 1995 "Free Style Ghetto" com Xzibit, Tha Alkaholiks, MC Breeze
- 1998 "Got It Lock'd" (from original 1998 Aftermath-planned release of Thy Kingdom Come)
- 2003 "Get Ready 2 Ride" com Battle Cat
- 2003 "Stop On By" com Tray Deee
- 2004 "Back Up" com Phil Da Agony